# Estremera
Estremera è un comune spagnolo di 1 050 abitanti situato nella comunità autonoma di Madrid.